# 止血
止血（しけつ）とは、血液の流出を止めることである。
本項では、主体として人為的な治療行為を説明するが、血液の流出を止める機能は動物の多くに備わっている。

## 概要
怪我などで出血してしまったときに、応急処置として失血を防ぐ目的でされる。特に動脈出血の場合、多量の失血が予想され命にも関わってくるので、一刻も早い止血が要求される。出血量が多いとショック状態を引き起こし予後が悪くなることから、適切な止血はその後の治療をより効果的にするために必要な要素とされている。
一般では四肢などの場合、古くは止血帯などで負傷箇所の上のほうを縛るといったような方法だと思われていた（事実そのような止血方法も広く紹介されていた）が、この止血法では長時間の止血で組織が壊死するなど予後が余計に悪くなるため、現在では四肢切断など重篤な場合を除けば圧迫止血法が主要な止血方法となっている。

## 出血と止血
動物の体には、簡単な損傷であれば凝固・線溶系と呼ばれる機能があり、その流出を血液の凝固作用などによって止め、また血管が損傷箇所で収縮することでその流出を抑えようとする機能が備わっている。
凝固は血小板が刺激によって構造が変化すると共に損傷箇所の細胞表面の細胞膜上に細胞接着因子が発現、ここに繋ぎ止められる。さらに凝固因子が血液中の繊維状素材であるフィブリンを凝固させ、いわゆるかさぶたが作られるのである。
ただ、こういった動物の体に元々備わった修復機能には限界があり、毛細血管など末梢の負傷程度では問題が無いが、主要な血管や動脈が傷付いたりするほどの重大な負傷の場合は、その止血能力を超えてしまう。
治療としての止血は、こういった止血機能が働く前に失血などで重大なダメージを負わないよう、止血機能を補助することが主な方法である。圧迫止血などでは多少血がにじみ出てしまう程度の失血は続くが、それとて噴出させ続けるよりは遥かにショック状態の危険が減り、またその間に身体に備わった止血機能が働くのである。

### 止血機能に関する疾患
なおこの自然に備わった止血機能であるが、損傷も無いのに血液が凝固してしまうこともある。これは血栓と呼ばれ、別の問題を起こす。
その一方で先天性疾患などには凝固・線溶系疾患があり、こちらは血液の流出を停めようとする機能が弱いかほとんど無いために問題を起こす。
ビタミンKは血液凝固作用に影響し、この欠乏症は出血がなかなか止まらないなどの問題を起こす。しかし腸内細菌によっても合成されるため、大人は決定的な欠乏症を起こしにくいものの、抗生物質の摂取などにより腸内細菌の数を大幅に減らした場合や、腸内細菌叢が未発達な乳幼児などでは欠乏症を起こし血便などの形で問題を起こしやすい。この場合は食品から摂取することも可能である。

## 止血の方法
なお以下に示す方法の多くでは、手当てをする側が負傷者の血液に触れる場合もあるが、血液などの接触を感染経路とする疾病の危険性もあるため、処置を行う際は衛生手袋を着用するなどの感染予防の措置がとられるが、応急的には衛生的なビニール袋（レジ袋など）でも代用されうる。
高位保持
指先を切ったなど、軽度の傷なら心臓より高い位置に傷口を持っていくだけでも出血量は減少し、やがて血小板の作用で止まってしまう。他の止血法が必要な場合でも、状況が許すなら併用される止血方法。
直接圧迫
出血している箇所にガーゼなどをあてがい、その上から掌で強く圧迫して止血する方法。必要に応じて圧迫を加えたまま包帯などで巻く。
切り傷や裂傷・擦り傷に向き、滴る程度の出血であれば30分程度の圧迫で止血されるが、それまでは圧迫を緩めてはいけない。人力では疲れるため、献血ルームでは靴下留めバンドが活用されており、ネクタイなどで代用する方法もある。
献血や注射などの刺針痕でも利用される。
ある程度止血された後、場合によっては強く圧迫した上で圧迫パッド（厚く重ねた布）の上からきつめに包帯を巻く（血行が止まるほど締め付けてはいけない）ことも行われる。何かが刺さっている場合には、無理に抜かずに刺さった箇所の周囲を円状（ドーナッツの環のように）に圧迫する。
通常の負傷全般に適用でき、いわゆるリストカットなどのような場合でも必要十分な効果が得られる。一般ではこれ以外の止血方法はまず必要ではない（後述）。
首の出血は、首の負傷部位の逆の手を上げて腕とともに清潔なガーゼと包帯もしくは食品用ラップフィルムなどで巻くなどで止血を固定できる。
銃創の場合、ガーゼを傷口に押し込むくらいでないと効果がない。生理用品のタンポンは銃創にフィットするサイズなので、銃創の止血に用いられる。
間接圧迫
止血点を圧迫して止血する方法。
血液が鼓動と連動して噴出するような深い切り傷・裂傷に適用される。
止血点は動脈の出血した箇所と心臓の間にある、血液の流れを止めることが出来る点で、主に「体の内側」で、足（太股）なら内股・膝下は膝の反対側からかかとまで、腕なら腋の下から肘まで・二の腕なら掌の側にあり、頭皮の場合ではこめかみ付近など、負傷箇所に応じて所定の止血点を圧迫する。皮膚に近い浅い所にある物は押すことで、骨に近い深い所にある物は筋肉ごとひねることで圧迫できる。
鮮やかな赤い色の血が勢い良く流れる動脈出血の場合は、この方法でないと止血が難しいが、止血点の位置など専門知識が必要で、一般ではより確実な（多少なりとも効果のあがり易い）直接圧迫止血のみに留め、救急救命士など専門家に任せたほうが無難。
一般的でない方法（焼灼止血法、レーザー、電気メス、止血薬）
大昔から傷口を焼コテで焼いたりして焼灼止血法が行われ、特に手足の切断などの大怪我の場合には古代より中世辺りまで用いられてきた止血法である（フランス人医師アンブロワーズ・パレが結紮法を広めて改められた）。場合によっては煮えた油すら利用された。ただし熱量の調節が難しい上に、実質的に熱傷（やけど）で負傷箇所を広げているだけであるため、現在では一般人や救急隊員が行う応急処置としては認められておらず、医師が薬剤や電気メスなどの機器を使用して行う止血法である。家畜やペットなどに対しては獣医師でなくても一般の牧場などで行われているが、衛生的でない環境では熱傷が感染症を引き起こし易くなるため、その後の十分な治療が必要である。
兵隊などは、止血効果のある包帯や止血剤を服用する。
手術では、皮膚接着剤が使用される。

## 止血する道具や薬

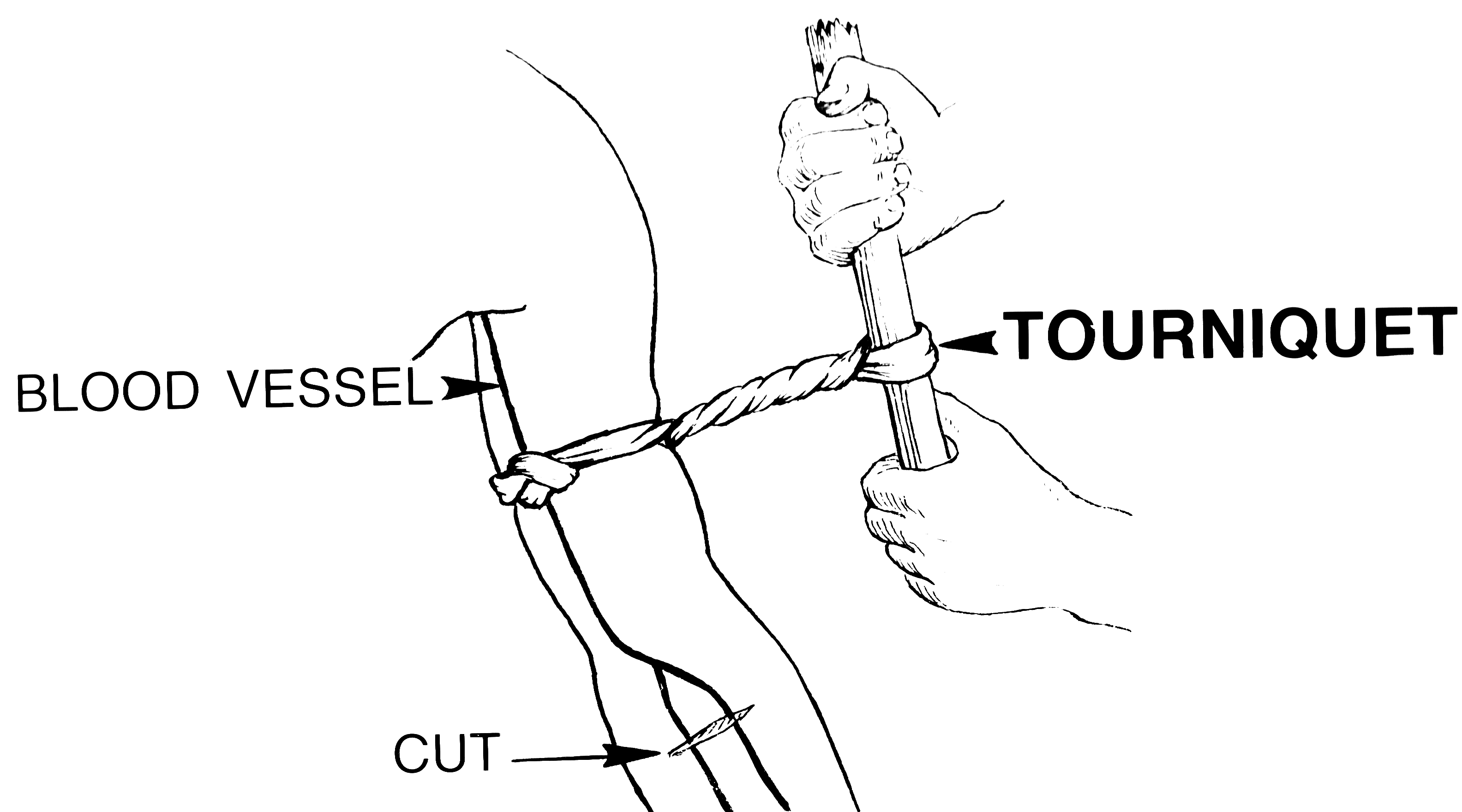
止血帯を使用し、血の流れを止める例

創傷被覆材（ドレッシング材）
傷を覆い保護し出血を止め、湿潤療法で治りを良くするのに用いられる。
止血帯
上記の方法で止血できない時に、止血帯を使い四肢に行き渡る血をほぼ止めて止血する。血を止めた先が壊死するなど、リスクや法的責任が発生するため、緊急時以外や医療の知識が無い人間には推奨されない。
止血点も毛細血管も押し潰して血を物理的に止めてしまう方法のため、止血帯より先は虚血状態となって組織にダメージが出るほか、締め付けられた部分の組織も損傷するが、確実に出血は止められる。軽度の損傷ではまず必要なく、血管から血が勢い良く噴出するほどの深刻な負傷の際に、一時的に出血を止める場合に用いられる。大抵は他の止血法と併用されるが、取り付け位置を誤ると、締め付けられた部位の組織を傷め、神経にダメージを負った場合などには後遺症も残る。幅の広い帯で満遍なく圧力がかかるようにするのが理想的で、ロープなど細い紐で締め上げると負傷する危険性が高まることから、布などの帯（またはベルト状のもの）を使って締め付ける。負傷箇所から心臓寄り5～10cmほどの位置に2回巻きして縛り、1巻き分の下に棒を差し入れて締め上げる。締め上げる加減は、締め付けた先の負傷していない部分の脈動をはかり、それが感じられなくなる程度。
ただし締め付けが強すぎれば皮下組織が押し潰され余計な怪我を増やす一方で、締め付けが中途半端であると静脈のみ閉じてしまい出血を悪化させる危険性もあるため、専門的な知識が無い場合は、むしろ避けた方がよい止血方法である。当然ながら頭部の負傷には（首を絞める訳にはいかないため）適用できない。
止血薬・止血剤
トラネキサム酸やε-アミノカプロン酸などの人工合成されたアミノ酸（止血剤）を用いて止血する。

## 注意
出血の95%は直接圧迫で止血できる。このため、他の方法を覚えることに時間を費やすよりは、直接圧迫だけを覚えた方が効率がよい。心肺蘇生法の基準をまとめた「国際ガイドライン2005」では、バイスタンダーは直接圧迫以外の止血法を覚える必要は無いと明記されている。
直接圧迫以外の長時間の止血は細胞の壊死を招くため、完全に止血するのではなく少しだけは流れるようにする方がよい。止血帯法は皮膚の色合いなど状態を見ながら定期的に緩める、焼灼止血法では専用の器具を利用し効果的な範囲にのみ限定されるなど、必要な知識と経験をもつ医療従事者以外は事実上実施がきわめて困難な方法である。

## 止血が難しい状態
病気によるもの
以下のような凝固・線溶系疾患の患者は、血液凝固因子を外部から補充するなどで止血する。
- 血友病、血小板減少症、急性白血病、フォン・ウィルブランド病など

薬によるもの
血栓に関する病気を持っている患者に処方される抗凝固薬、抗血小板剤によって止血が難しくなる。鼻血などで出血した場合、病院で止血する薬を含ませたガーゼで覆ったり、レーザーで焼いたりクリップで止めるなどの処置が行われる。
栄養状態によるもの
ビタミンK欠乏症